# Moskwicz

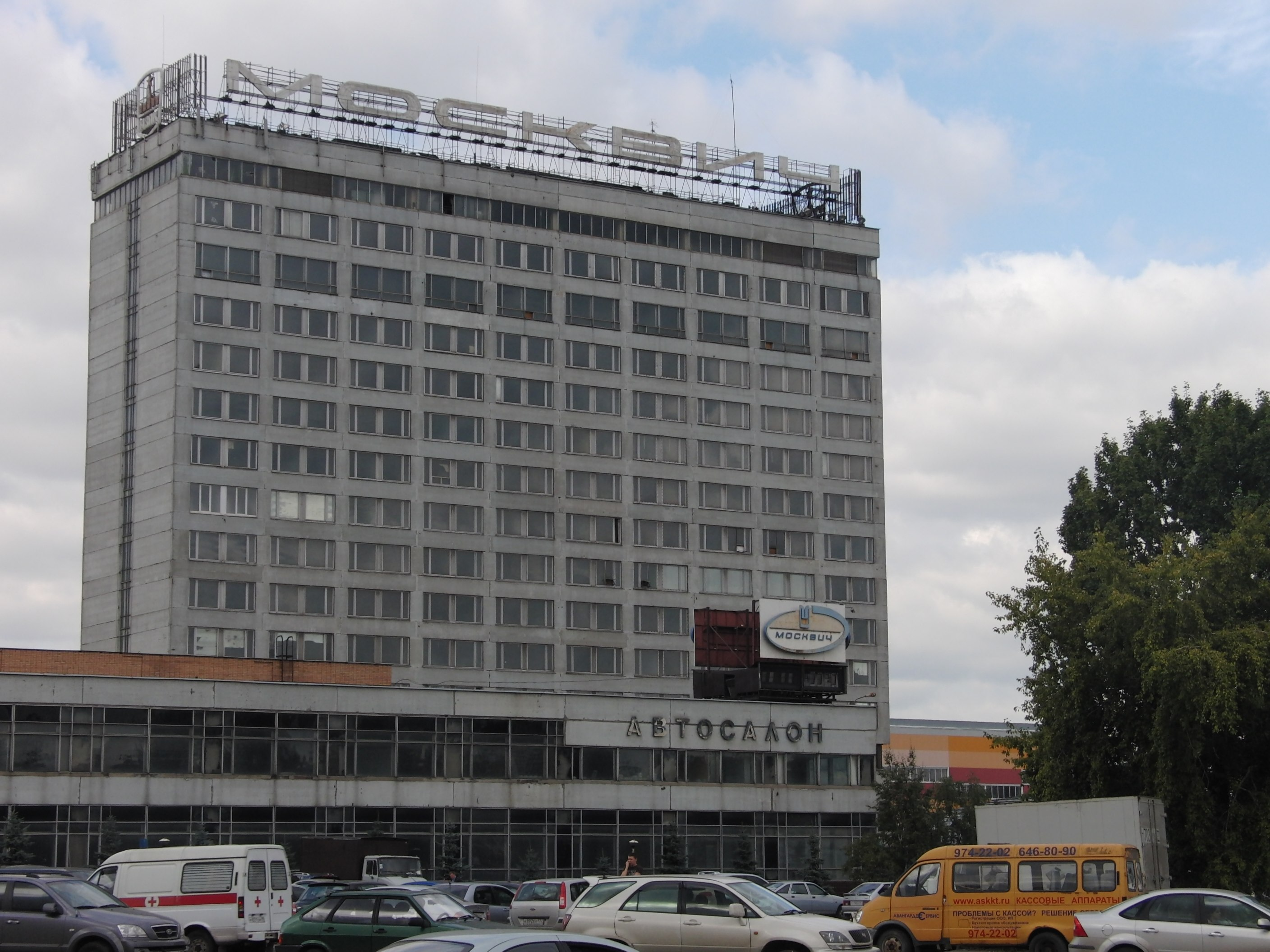
Opuszczona siedziba fabryki

Moskwicz (ros. Москвич) – radzieckie, następnie rosyjskie zakłady samochodowe, mieszczące się w Moskwie, istniejące pod różnymi nazwami w latach 1930–2010, oraz marka samochodów osobowych wytwarzanych przez nie od 1946 roku. Nazwę OAO Moskwicz zakłady nosiły od 1994 roku, a poprzednio istniały pod skrótami: KIM, MZMA i AZLK. Markę Moskwicz nosiły także analogiczne samochody produkowane przez zakłady Iżmasz w Iżewsku.

## Początki

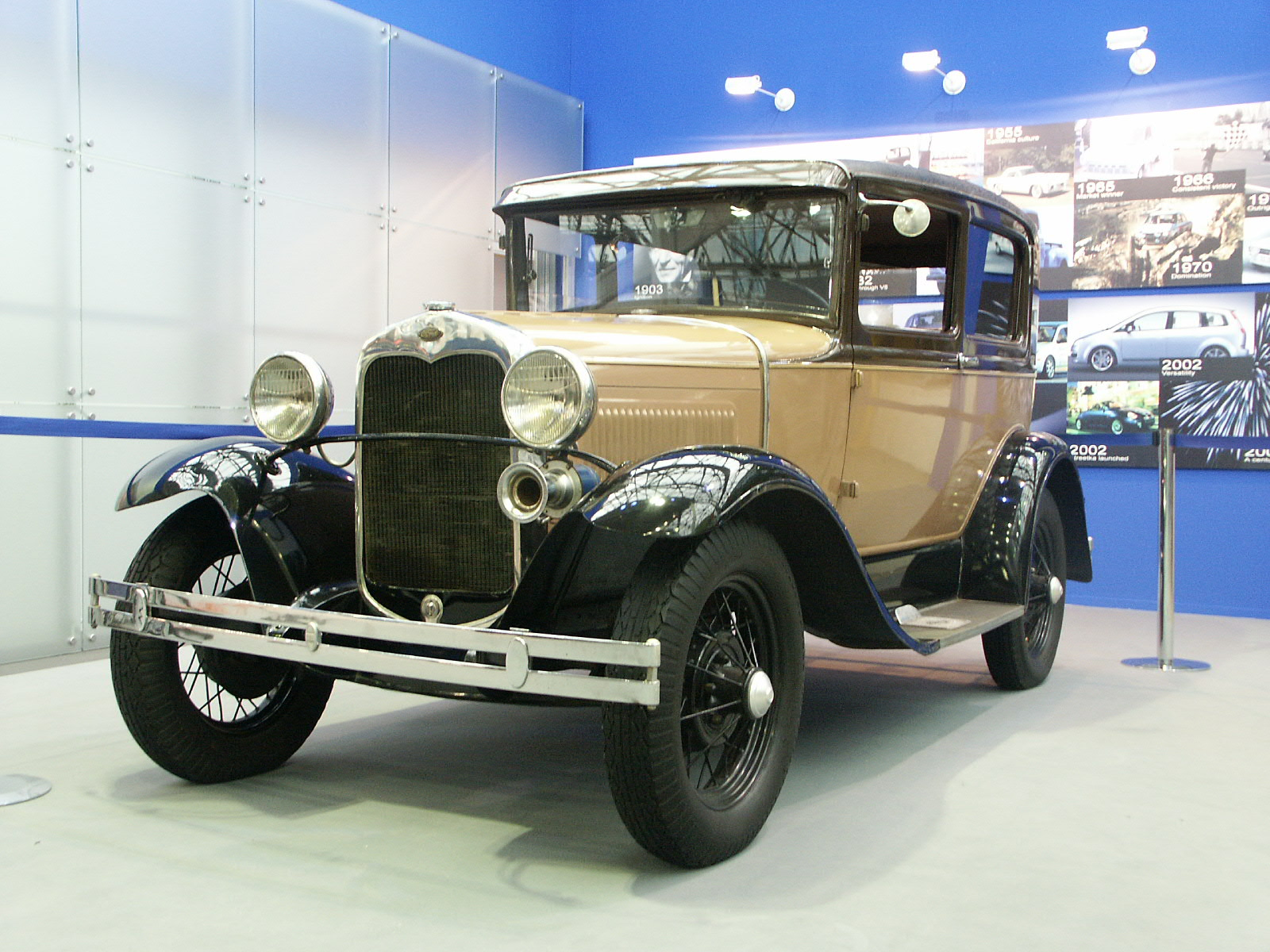
Ford A

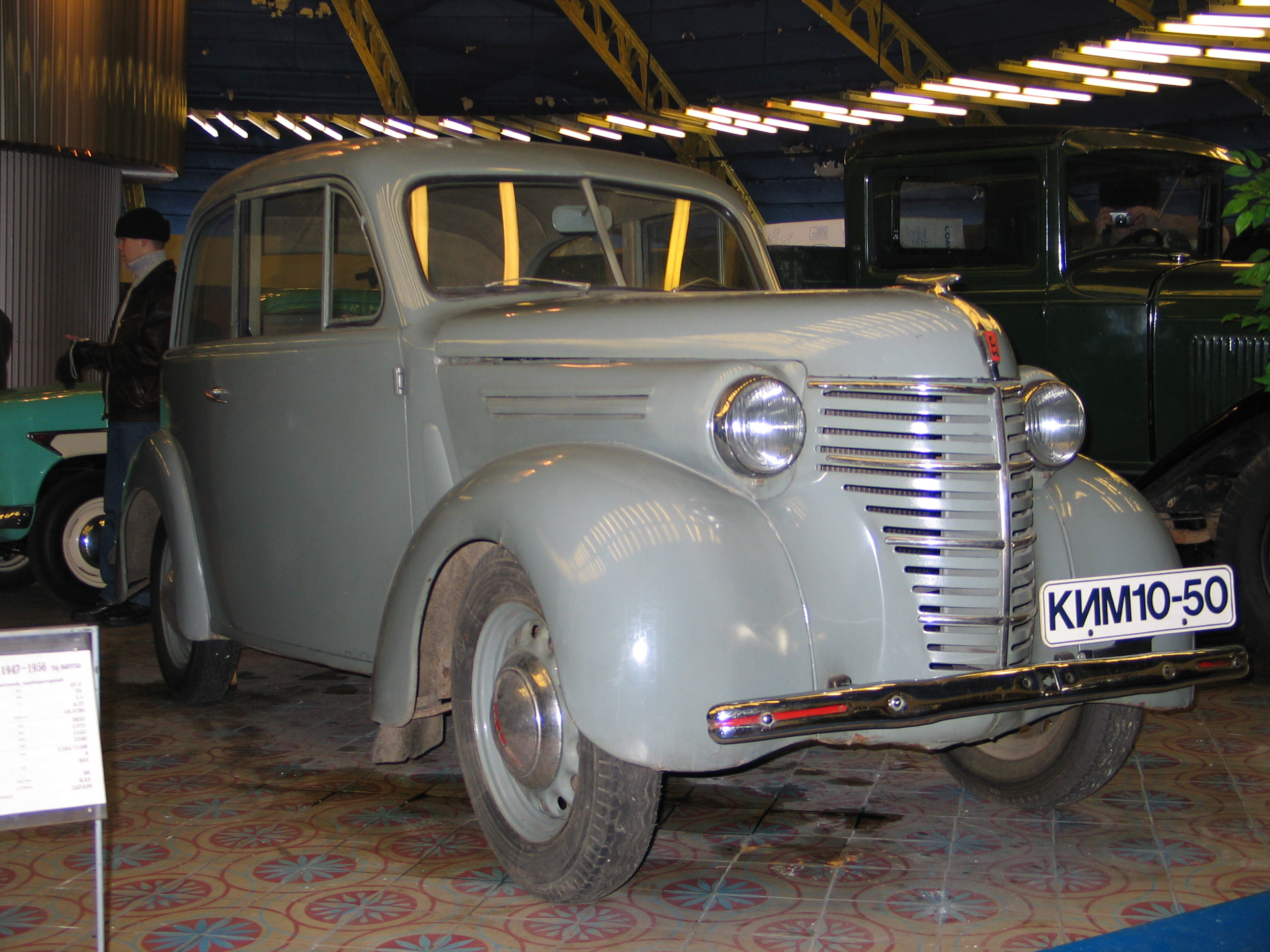
KIM-10

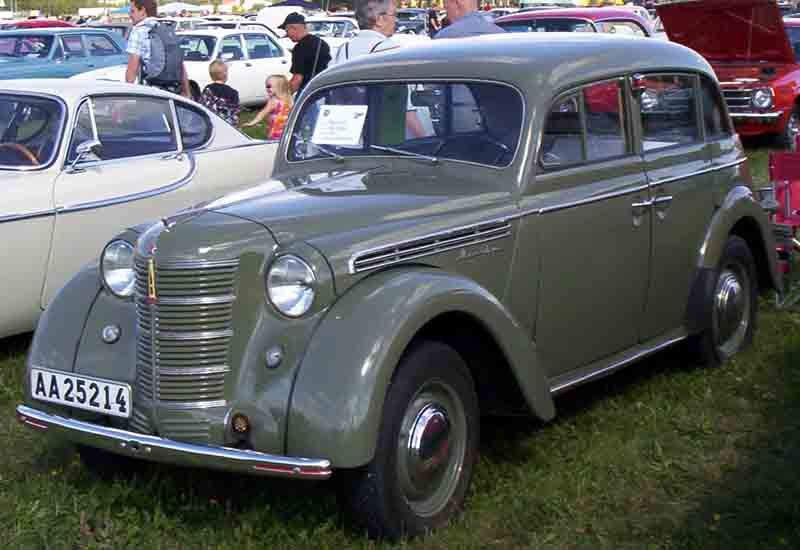
Moskwicz 400-420 (lub 401-420)

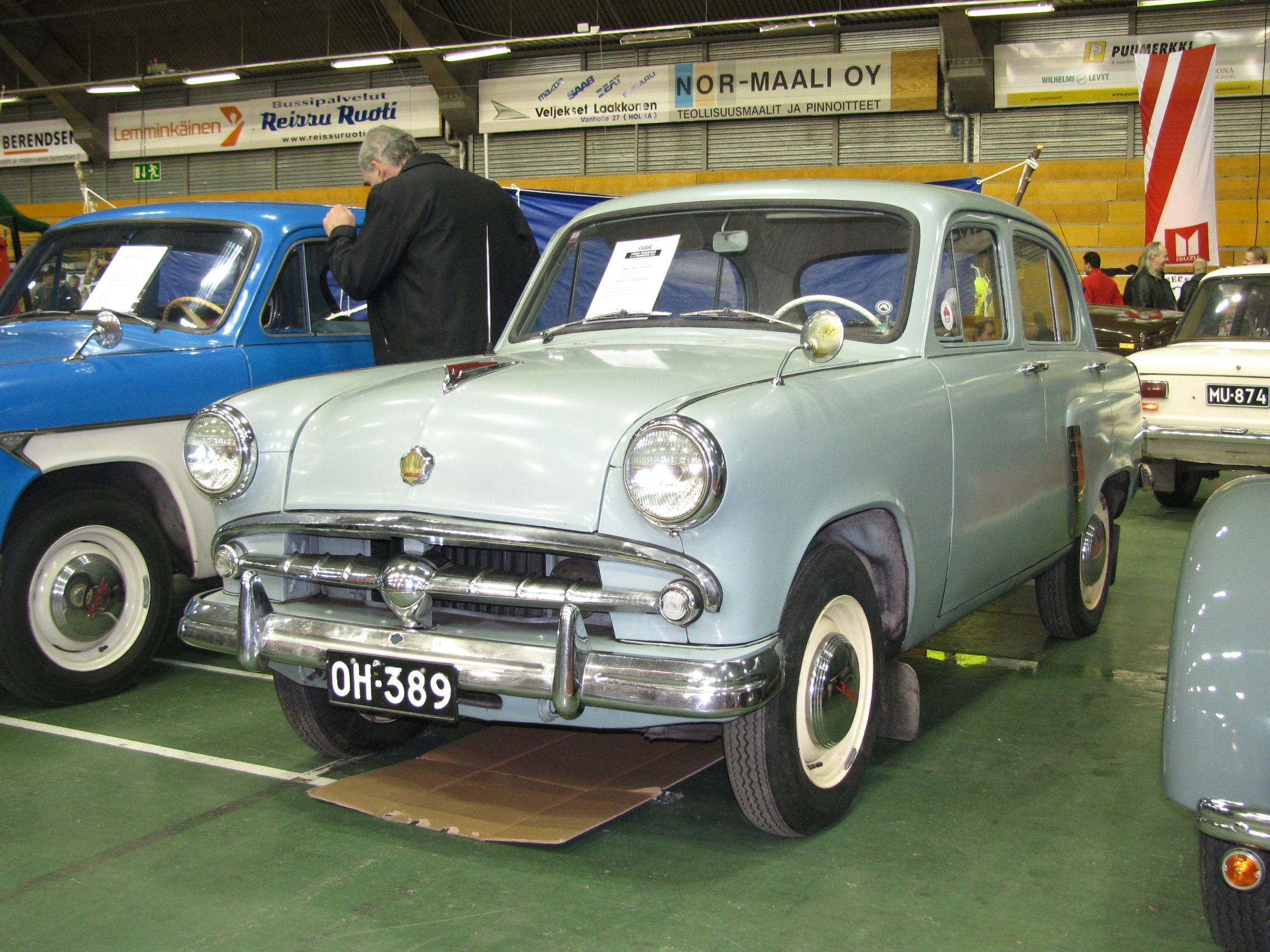
Moskwicz 402

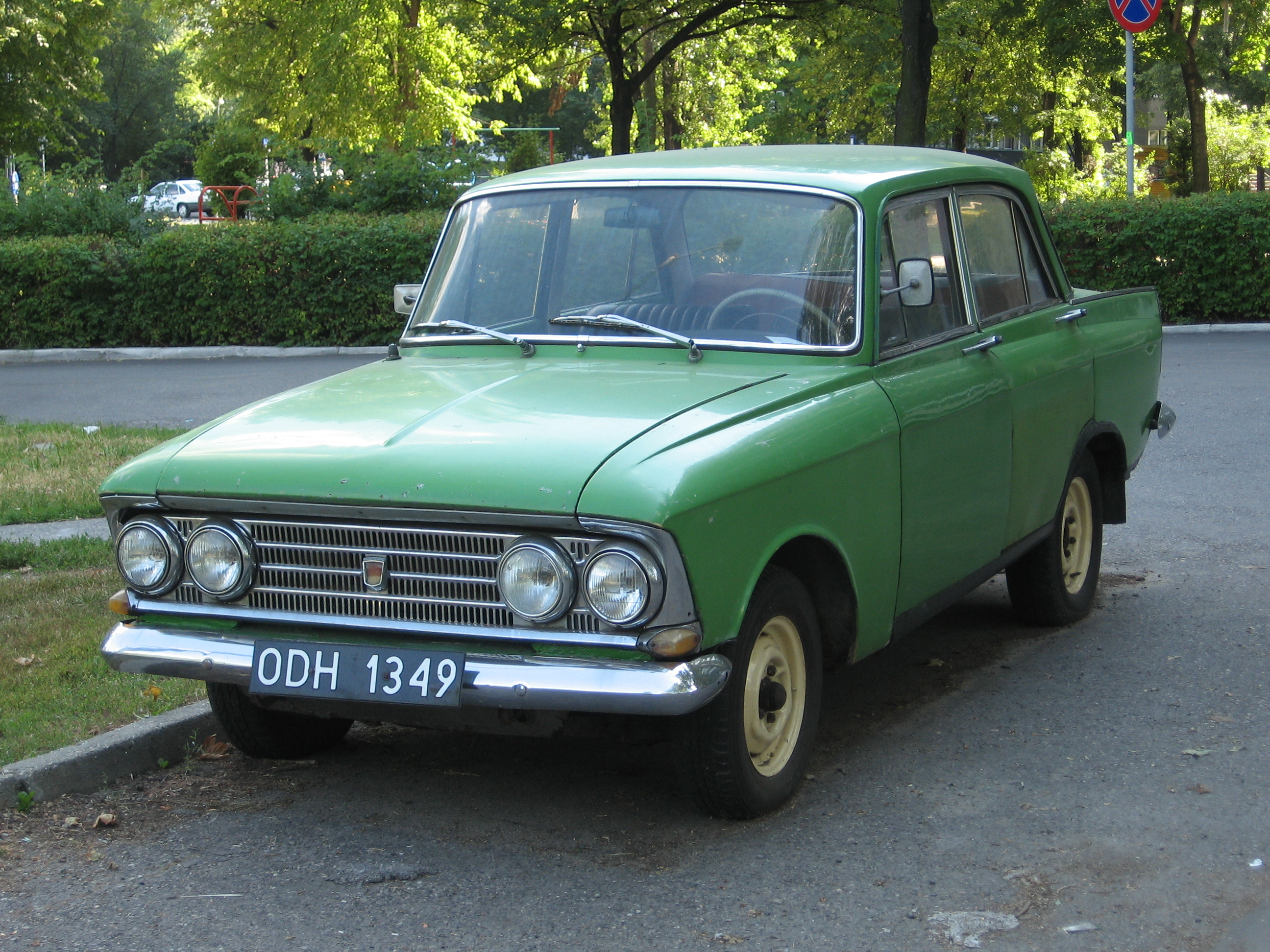
Moskwicz 408 wczesnej produkcji

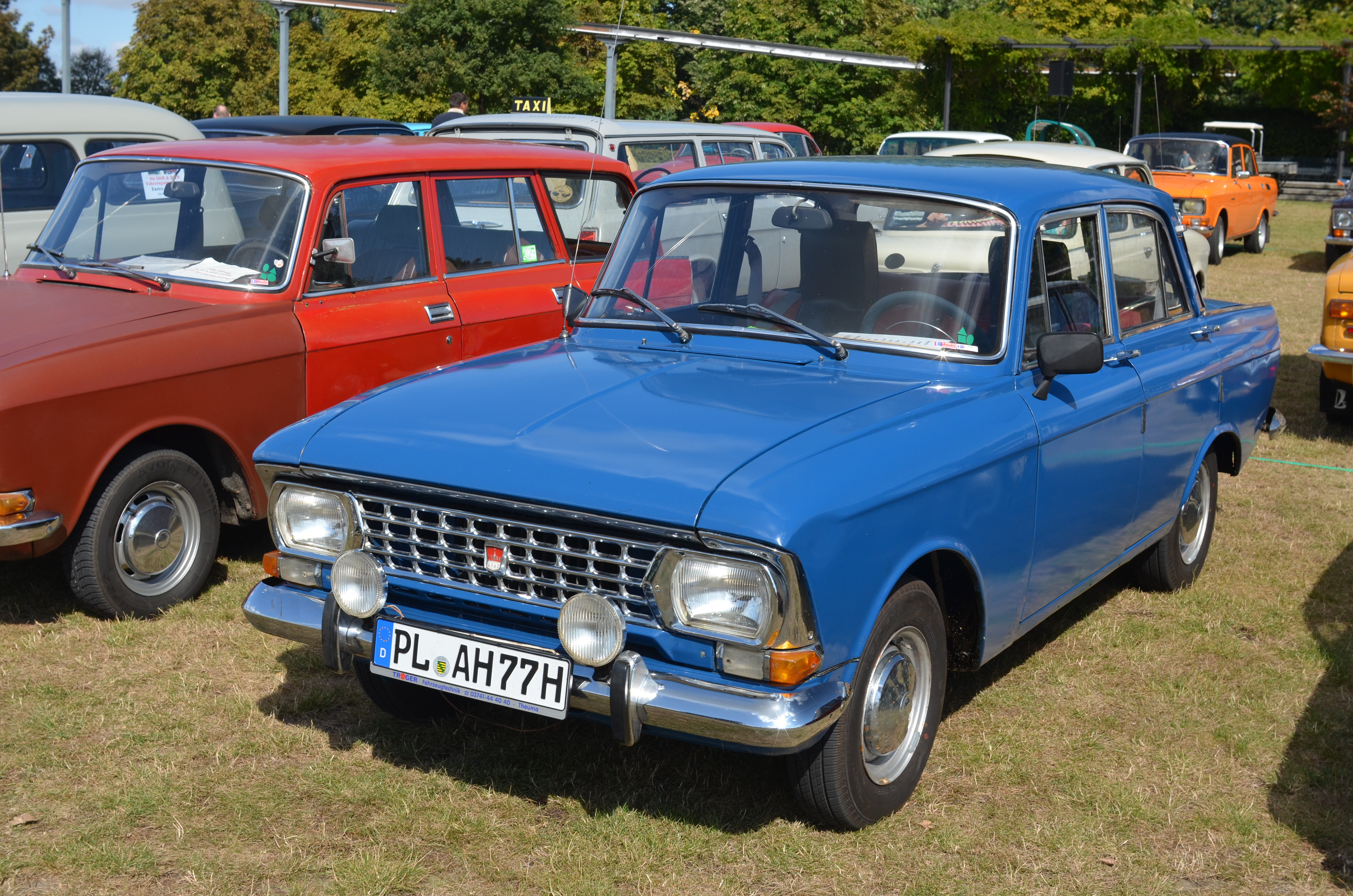
Moskwicz 412

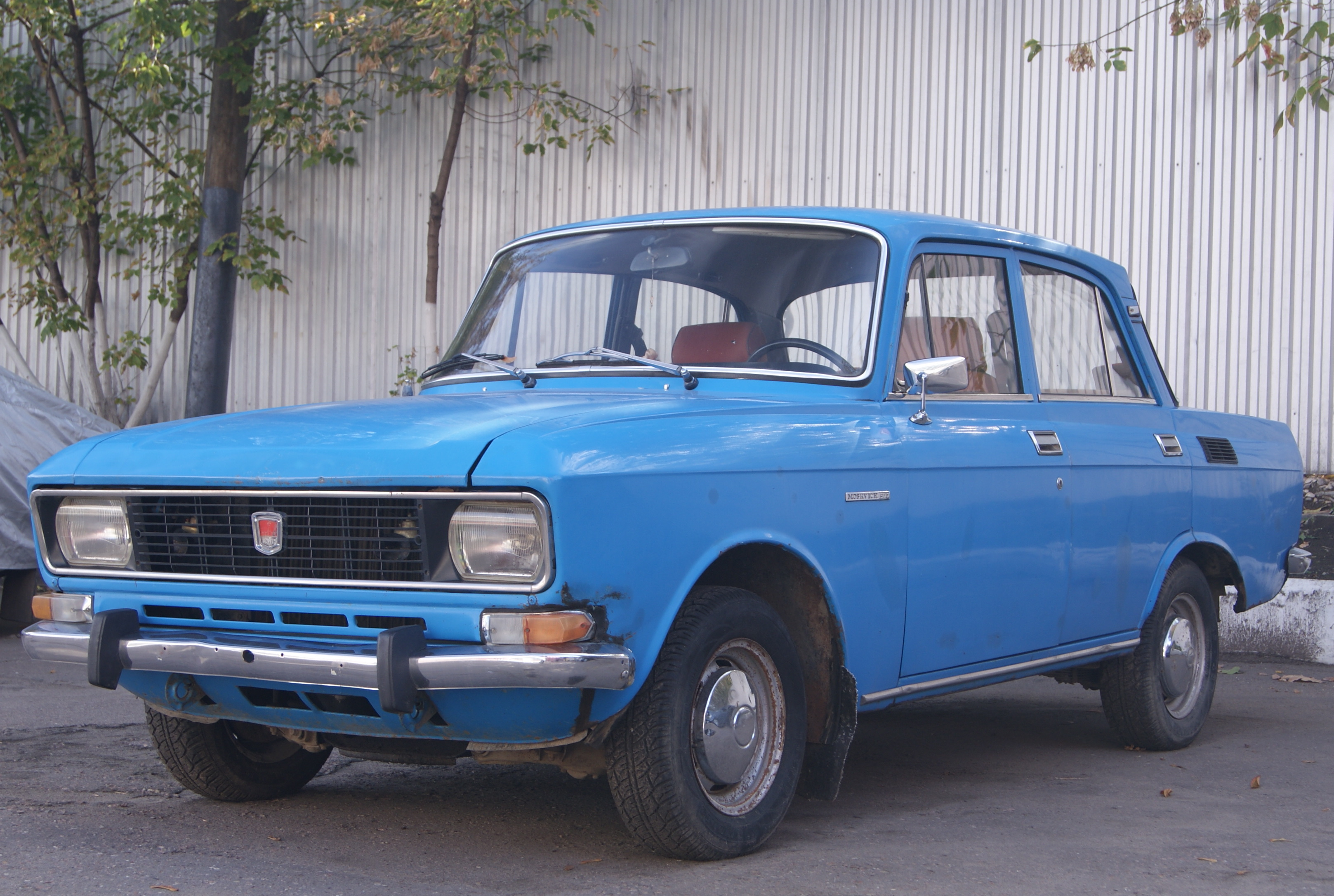
Moskwicz 2140

Zakłady Moskwicz były jednymi z najstarszych rosyjskich zakładów samochodowych. Wywodziły się one z utworzonych w 1930 roku zakładów Moskowskij Awtosborocznyj Zawod No. 1 imieni KIM (Moskiewskie Zakłady Montażu Samochodów nr 1 imienia KIM – Komunistycznej Międzynarodówki Młodzieży), które były początkowo filią państwowych zakładów GAZ i zajmowały się montażem amerykańskich samochodów Ford, a następnie GAZ. Zakład wybudowano i uruchomiono 6 listopada 1930 (w rocznicę rewolucji październikowej). Zmontowano w nich w ciągu dwóch pierwszych lat 11 675 ciężarówek Ford AA i 3761 osobowych Ford A. Po 1932 roku zastąpiono je radzieckimi analogami GAZ-AA i GAZ-A. Montaż samochodów prowadzono do maja 1939 roku i łącznie zmontowano ich 214 627. Władze radzieckie zdecydowały następnie rozpocząć w Moskwie produkcję popularnych samochodów dla ludności, w związku z czym 1 lutego 1939 roku zakłady te usamodzielniły się jako Moskowskij Awtomobilnyj Zawod imieni KIM (Moskiewskie Zakłady Samochodowe im. KIM). Pierwszym i jedynym przedwojennym modelem produkowanym w zakładach był KIM 10 z 1940 roku (będący kopią Forda Prefecta), który jednak został wyprodukowany w małej serii z uwagi na krytykę projektu przez Stalina oraz wybuch wojny z Niemcami w 1941 roku. Wybuch wojny położył też kres istnieniu zakładów imienia KIM – na ich terenie uruchomiono zakład nr 39 przemysłu czołgowego, zajmujący się remontem silników czołgowych. W kwietniu 1944 roku utworzono tam Moskowskij Zawod „Awtozapczasti”, produkujący części zamienne do zagranicznych pojazdów z dostaw lend-lease.
W sierpniu 1944 roku zdecydowano wznowić w Moskwie produkcję samochodów popularnych i 24 maja 1945 na terenie dawnych zakładów im. KIM utworzono Moskowskij Zawod Małolitrażnych Awtomobilej – MZMA (Moskiewskie Zakłady Samochodów Małolitrażowych). Pierwszym samochodem pod nową marką Moskwicz był model 400-420. Samochód ten był kopią przedwojennego niemieckiego Opla Kadetta, który został wdrożony do produkcji z niemiecką pomocą w ramach reparacji wojennych. Pierwszy samochód zmontowano 9 grudnia 1946. Modele 400-420, ulepszony 401-420 i furgon 422 były produkowane do 1956 roku, jednak konstrukcja na przestrzeni lat zasadniczo się nie zmieniła. Głównym konstruktorem zakładów był początkowo N. Borysow, a od 1949 roku A. Andronow. W październiku 1952 wyprodukowano stutysięczny samochód.

## Od lat 50. do 80. – szczyt rozwoju
W 1956 roku opracowano model 402 zapoczątkowujący drugą generację Moskwiczy. Samochód ten stylistycznie był dość nowoczesny, jednakże pozostał w nim przedwojenny silnik o pojemności 1,2 l oraz mocy 35 KM sprzężony z trzybiegową skrzynią biegów. Problem ten rozwiązano w modelu 407 z 1958, który posiadał 45-konny silnik 1,4 l oraz czterobiegową, manualną skrzynię. Przejściowym modelem do kolejnej generacji był 403, z niewielkimi ulepszeniami. Modele te były jednymi z wielu Moskwiczy, które z powodzeniem eksportowano, także do krajów zachodnich. Odpowiadały im wersje kombi 423/424 i furgon 430/432 oraz ciekawe małoseryjne wersje uterenowione 410/411.
W 1964 roku powstał Moskwicz 408 z nowoczesnym nadwoziem i ulepszonym silnikiem o pojemności 1360 cm³ oraz nową skrzynią biegów zaprojektowaną przez zakłady UZAM. W 1968 roku zmieniono nazwę zakładów na Awtomobilnyj Zawod Imieni Leninskogo Komsomoła (Zakłady Samochodowe im. Leninowskiego Komsomołu), w skrócie AZLK. Jednocześnie, w latach 1968–1971, wybudowano nową fabrykę pozwalającą ponaddwukrotnie zwiększyć produkcję (nowa fabryka powstała obok starej, oddzielona od niej linią kolejową). Zakłady AZLK stały się głównym przedsiębiorstwem Zjednoczenia Wytwórczego (ros. skrót PO) „Moskwicz”. W 1972 roku ze stanowiska głównego konstruktora odszedł zajmujący je 20 lat Aleksandr Andronow.
Wersją rozwojową modelu 408 był Moskwicz 412 z 1967 roku z silnikiem 1,5 l wzorowanym na niemieckiej konstrukcji BMW 1500. W tym modelu można było w razie awarii zdejmować bez problemu osłony cylindrów bez negatywnego wpływu na żywotność silnika. Moskwicz zaprzestał produkcji modelu 412 w roku 1975, zaś do połowy lat 90. model ten produkowany był przez samochodowy oddział fabryki maszyn Iżmasz w Iżewsku. W 1976 rodzinę 408/412 zastąpiły modele 2138/2140 z nieco zmodernizowanym nadwoziem i takimi samymi silnikami, produkowane do 1988. Starszym i nowszym modelom odpowiadały wersje kombi 426/427 i 2136/2137 oraz furgon 433/434 i 2733/2734. Prototypem pozostał model 408 w wersji coupé – Tourist.
Zakłady wyprodukowały milionowy samochód w 1967 roku (Moskwicz 408), dwumilionowy – 16 sierpnia 1974 (Moskwicz 412), trzymilionowy – 25 sierpnia 1980 (Moskwicz 2140), czteromilionowy – 17 września 1986 (2140SL).

## Samochody sportowe
Moskwicz próbował również wystawiać swoje samochody do wyścigów z raczej miernym powodzeniem. W 1954 roku na bazie Moskwicza 401-420 opracowano wyścigowy samochód – Moskwicz 404 Sport – wyposażony w zmodyfikowany silnik z czterema gaźnikami. Z racji niewielkiej liczby konkurentów, samochód ten wygrał trzykrotnie samochodowe mistrzostwa ZSRR (w latach 1957–1959). W 1955 roku opracowano samochód w całości zaprojektowany do wyścigów. Moskwicz G1 posiadał aluminiowe nadwozie, silnik o pojemności 1100 cm³, który rozwijał moc 70KM i rozpędzał samochód do 190 km/h. Silnik ten wyposażony został w cztery gaźniki pochodzące od motocykla Iż 49. Cały samochód ważył około 670 kg. Na tej samej bazie technicznej powstał model Moskwicz G2 wyposażony w bardziej aerodynamiczną karoserię i rozwijający prędkość maksymalną 223 km/h. W 1961 roku powstał model Moskwicz G3 zaprojektowany przez L. Szugurowa. Silnik umiejscowiono z przodu wraz z przednim napędem. Silnik pochodził od Moskwicza 407, ale z mocą 76 KM. W 1964 roku powstał model G4 z silnikiem umiejscowionym z tyłu o mocy 92 KM. Model G4 wygrał kilka mistrzostw ZSRR. W latach 60. radziecki przemysł chciał „pokazać bicepsy” również w wyścigach samochodowych i utworzył bolid Formuły 1. W 1965 roku Moskwicz skonstruował ośmiocylindrowy silnik o pojemności 1500 cm³, mocy 200 KM, który osiągał obroty rzędu 10 500 obr./min.. Ów silnik zamontowano w modelu G5 stworzonego, by zaspokoić radzieckie ambicje w F1. W tym samochodzie po raz pierwszy zastosowano hamulce tarczowe na wszystkich kołach. Nadwozie wykonane z włókna szklanego przetestowano w tunelu aerodynamicznym. Niestety, niewystarczające dofinansowanie ze strony rządu ZSRR spowodowało zaprzestanie prac nad projektem. Moskwicz G5 został szybko zmodernizowany pod kątem regulaminu wyścigów mistrzostw ZSRR i otrzymał silnik z Moskwicza 412 o mocy 124 KM.
Moskwicz również startował w międzynarodowych rajdach, wystawiając rajdowe wersje modeli 407 i 412. Były to trudne zawody jak choćby rajd Londyn-Meksyk w 1970 roku, gdzie Rosjanie zajęli trzecie miejsce drużynowo czy Rajd Safari. Załoga Moskwicza wygrała Tour d' Europe w 1971 roku.

## Prototypy

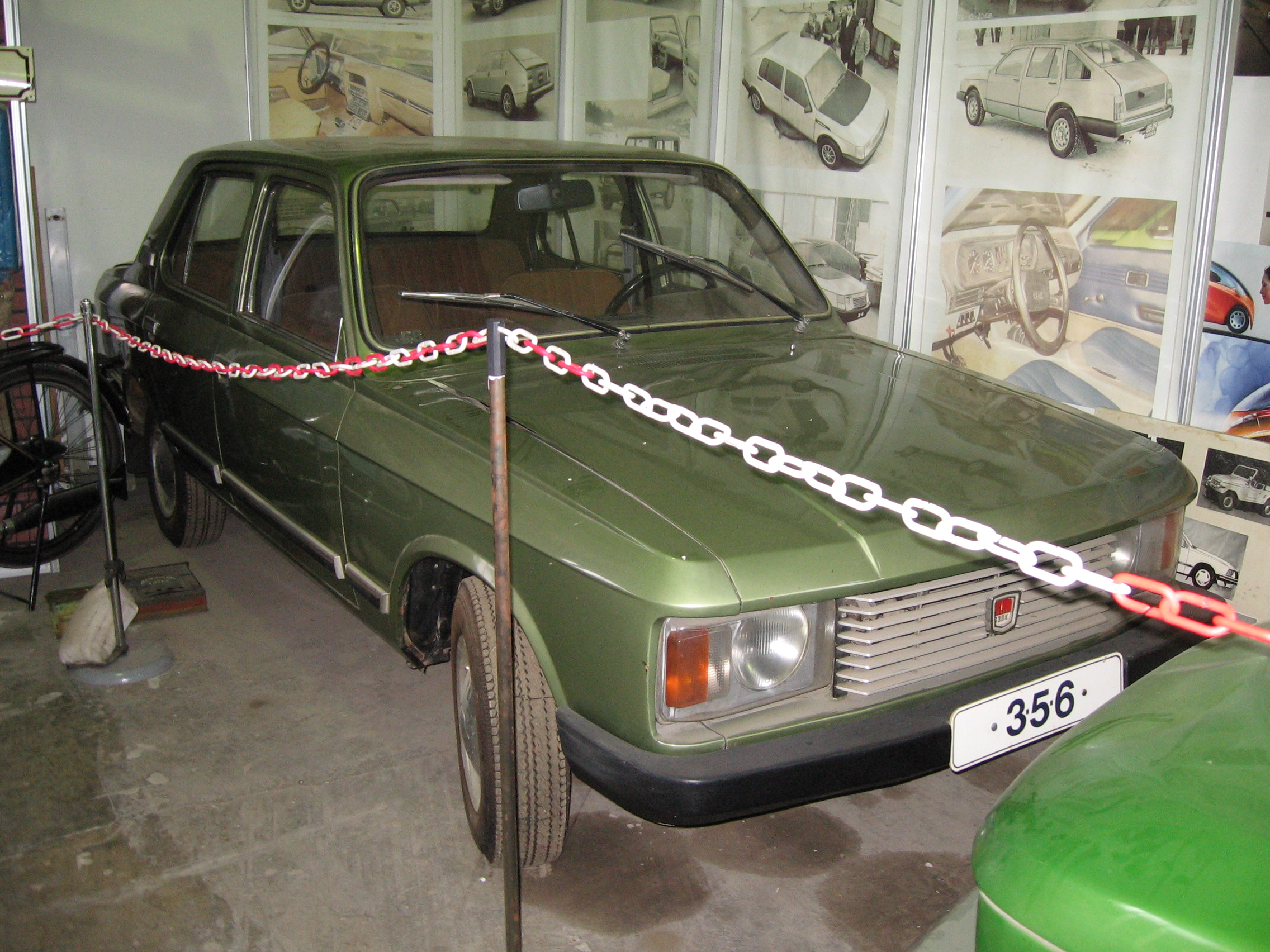
Moskwicz 3-5-6

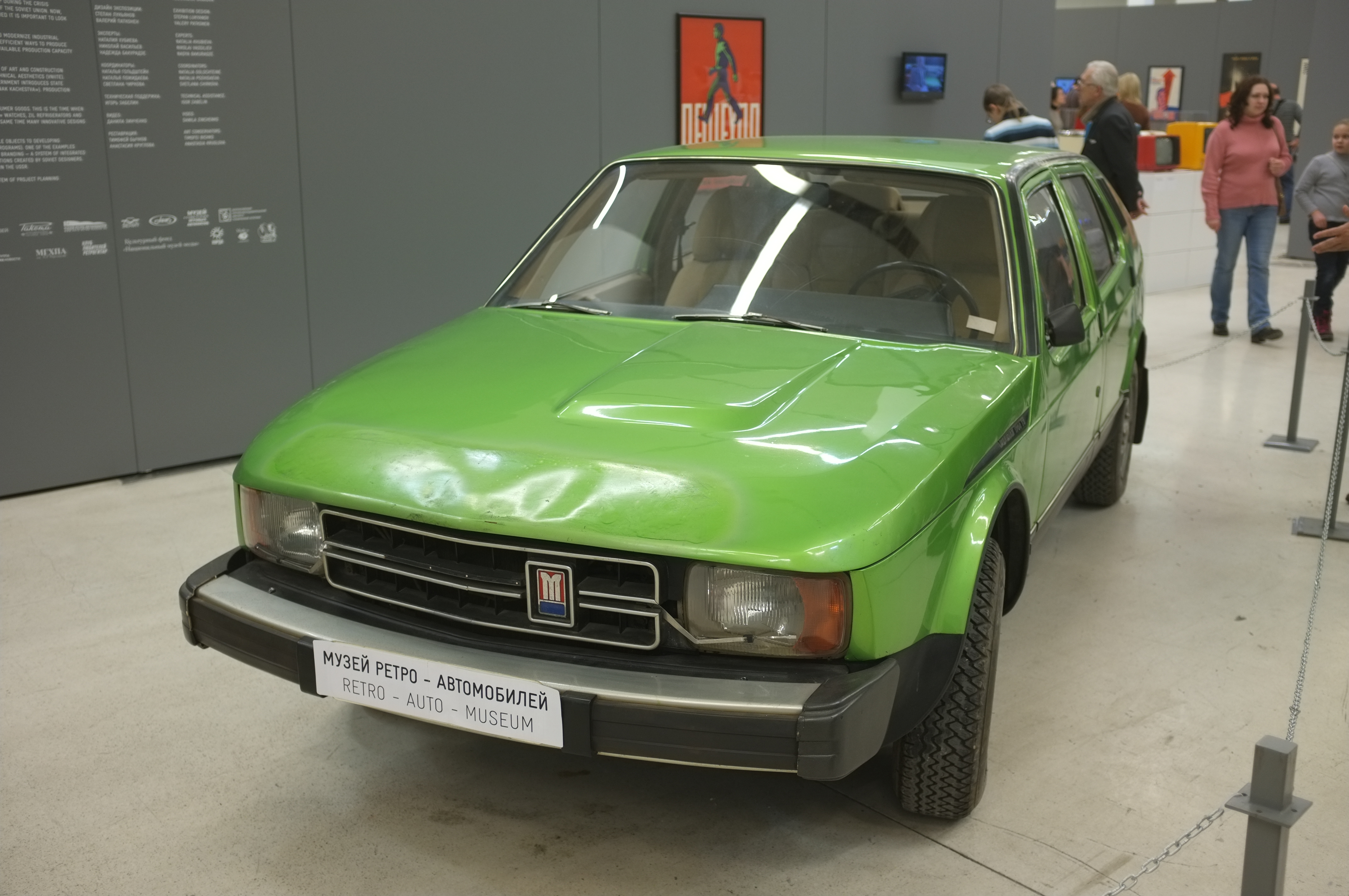
Moskwicz C-1

Prototyp małego samochodu Moskwicz 444 z 1957 wzorowany na Fiacie 600, stał się bazą dla powstania Zaporożca. Pod koniec lat 50., pod okiem Jurija Gladilina, Moskwicz próbował wyprodukować mały samochód terenowy. Powstały wówczas modele 415 i 416, wzorowane na amerykańskim jeepie Willys. Silnik pochodził z Moskwicza 407. Pomimo udanych prób, władze przemysłu motoryzacyjnego nie zdecydowały się jednak na wdrożenie tego modelu do produkcji (planowanej w zakładach w Nowosybirsku). Projekt został wznowiony w latach 70., przez co powstał Moskwicz 2150 z silnikiem pochodzącym z modelu 412, jednakże i on skończył jako prototyp. W latach 60. próbowano także na bazie Moskwicza 408 stworzyć minivana, który miał służyć jako taksówka. Projekt był o tyle ważny, iż w ZSRR transport masowy był ważniejszy aniżeli transport prywatny. Tak powstał Moskwicz PT projektowany w latach 1964–1965 przez WNIITE z silnikiem umiejscowionym z tyłu. Samochód ten miał być teoretycznie produkowany w Erywaniu w Armenii wraz ze stalową ramą przestrzenną i nadwoziem z plastikowych paneli. Pomimo archaicznego silnika samochód był na wskroś nowoczesny zważywszy na to, iż do dziś plastikowe panele i rama przestrzenna są stosowane w niektórych prototypach. W 1964 roku powstał także minivan NAMI 107 zaprojektowana przez rosyjskie studio NAMI z uwzględnieniem moskwiczowskiego silnika. Był to bardzo ważny pojazd, gdyż był to pierwszy radziecki samochód z przednim napędem.
Bardzo blisko seryjnej produkcji był interesujący model, który z braku funduszy nie wyszedł z fazy prototypu. Był to model 3-5-3, który powstał w 1970 roku na bazie technicznej modelu 2140, nie licząc powiększonego nadwozia. W 1973 roku planowano model 2140 zastąpić przez Moskwicz 3-5-6. Nie wyglądał on oryginalnie, ale posiadał nowe zawieszenie, a stary silnik produkcji UZAM został „podkręcony” do 103 KM, 1800 cm³ pojemności i dostał dwa gaźniki. Napędzane były koła tylne i chciano w nim zamontować automatyczną skrzynię biegów. Na rosyjskie warunki był to samochód luksusowy. Kolejnym prototypem produkcji Moskwicza był Moskwicz C3, opracowany w 1976 roku. Posiadał on typowe dla lat 70. pięciodrzwiowe, aerodynamiczne nadwozie oraz silnik z modelu 412. Model C3 planowano także produkować w czterodrzwiowej wersji nadwoziowej typu sedan.
Na przełomie lat 80. i 90. Moskwicz próbował stworzyć MPV. W 1988 roku zaprojektowano Moskwicza 2139 Arbat z nowoczesną stylistyką przypominającą Renault Espace. Posiadał on siedem siedzeń mogących obrócić się o 180 stopni i odsuwane drzwi po prawej stronie.

## Lata 80. i późniejsze

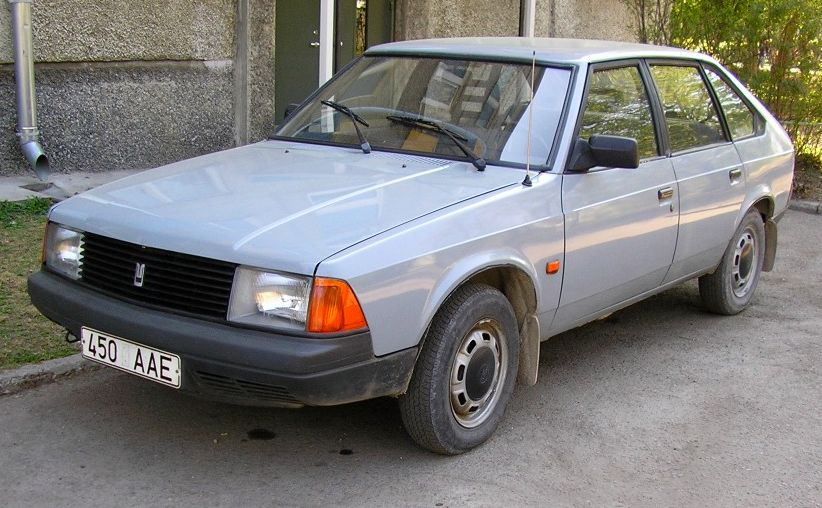
Moskwicz 2141 Aleko

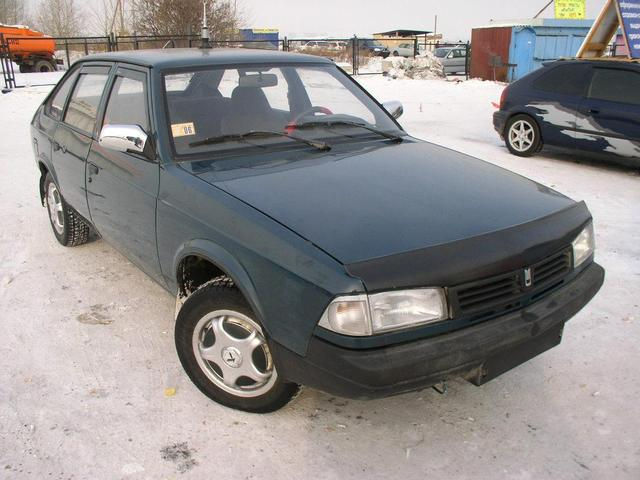
Moskwicz 2141 Swiatogor

Pomimo opracowania kilku niezłych prototypów, władze przemysłu samochodowego nakazały, by skopiować samochód Simca 1308, który otrzymał tytuł Samochodu Roku 1976. Ostatecznie, po kilku próbach powstał w 1986 roku Moskwicz 2141 Aleko, należący do czwartej i ostatniej generacji Moskwiczy. Aleko posiadał napęd na oś przednią, ale z silnikiem umieszczonym wzdłużnie. Była to dość niestabilna konstrukcja, gdyż duża część wagi poszła na przód. Stylistycznie przypominał on unowocześniony pierwowzór, pierwszy raz w historii zakładów z nadwoziem pięciodrzwiowym, jednak z francuskiego oryginału pozostały tylko szyby. Samochód ten nie był nadzwyczajny, jednak był jednym z niewielu radzieckich samochodów mających dość dobrą aerodynamikę (Cx=0,34). Opracowano także prototyp wersji sedan oraz Aleko z napędem na obie osie, który nazwano Ivan Susasin. Moskwicz 2141, który nie był technologicznie zaawansowany, powstawał w nielicznych specjalnych wersjach. 2141 KR był ekstremalną wersją tegoż pojazdu, został utworzony w 1989 roku na potrzeby startów w grupie B. Posiadał centralnie umieszczony silnik o pojemności 1995 cm³ i mocy 175 KM. Samochód ten po niezbyt błyskotliwej karierze znajduje się w rękach prywatnych. 24 czerwca 1994 roku, po przemianach wolnorynkowych w ZSRR, zjednoczenie wytwórcze (PO) „Moskwicz” stało się spółką akcyjną (ros. OAO) i przybrało oficjalnie nazwę Moskwicz. Przestarzała konstrukcja samochodów i brak nowych modeli w warunkach wolnorynkowych spowodowały jednak powolny upadek firmy. W lutym 1996 produkcję zatrzymano, lecz w 1997 roku wznowiono. Na początku lat 90. Moskwicz zajmował się także montażem bułgarskich wózków widłowych.
Moskwicz próbował także uratować swój wizerunek, tworząc samochód luksusowy. Efektem prac był Moskwicz Iwan Kalita bazujący jeszcze na modelu 2141, ale już z dość przestarzałym silnikiem Renault. Dwulitrowy, ośmiozaworowy silnik o mocy 113 KM nie był wystarczający, toteż w ofercie znalazł się także szesnastozaworowy, dwulitrowy silnik o mocy 140 KM, również ze stajni Renault. Samochód ten produkowany jest w liczbie stu sztuk rocznie. Powstała także tańsza wersja Kality, Moskwicz Kniaź Władimir.
Następnie Moskwicz Aleko w 1998 roku przeszedł facelifting i otrzymał nazwę Swiatogor. Paletę silnikową stanowiły silniki UZAM 1.6, VAZ 1.7 pochodzący z Łady Nivy oraz Renault 2.0. Do produkcji użyto wyższej jakości komponentów, zaś same samochody stały się bardziej przystępne. Wersja z przedłużonym rozstawem osi otrzymała nazwę Ivan Dołgoruki.

## Zakończenie działalności
Na przełomie XX i XXI wieku produkcja w zakładzie została wstrzymana w związku z jego stratami i braku popytu oraz kryzysem w Rosji. Zła sytuacja finansowa i dewaluacja spowodowała zaprzestanie importu podzespołów z zagranicy i dostaw energii. Pod koniec 2001 roku zakłady OAO Moskwicz zakończyły produkcję wszystkich modeli. W rezultacie przejęcia zaległości podatkowych przedsiębiorstwa przez państwo, kontrolę nad nim sprawuje obecnie miasto Moskwa. Niejednokrotne zapomogi z budżetu miasta nie poprawiły jednak sytuacji zakładu. 28 lutego 2006 ogłoszono bankructwo zakładów Moskwicz. Według danych z tego dnia zadłużenie kredytowe przedsiębiorstwa wynosiło 23,3 mld rubli.
Staraniem władz Moskwy znaleziono inwestora zagranicznego, firmę Renault. Część powierzchni produkcyjnych Mokswicza została wydzierżawiona przedsiębiorstwu OAO Avtoframos (ros. ОАО Автофрамос), które uruchomiło w części hal zlikwidowanej fabryki montownię samochodów Renault, zwłaszcza modelu Dacia Logan, sprzedawanego jako Renault.

## Modele
- Moskwicz 400/420 / 401/420 – 1947–1954
- Moskwicz 400/422 / 401/422 – 1954–1956
- Moskwicz 402 – 1956–1958
- Moskwicz 410 / Moskwicz 411 – wersja 4×4 – 1957–1958
- Moskwicz 407 / Moskwicz 423 – 1958–1963
- Moskwicz 403 / Moskwicz 424 / Moskwicz 432 – 1960–1965
- Moskwicz 408 / Moskwicz 426 / Moskwicz 433 – 1964–1975
- Moskwicz 412 / Moskwicz 427 – 1967–1975
- Moskwicz 415 / Moskwicz 416 – terenowy (prototyp)
- Moskwicz 434
- Moskwicz 444
- Moskwicz 2137 – 1976–1987
- Moskwicz 2138 – 1975–1988
- Moskwicz 2140 (Moskwicz 1500 – nazwa eksportowa) 1975–1988
- Moskwicz 2141 (Aleko – nazwa eksportowa, Swiatogor, Dolgoruki) – 1986–2001
- Moskwicz 2142 Kalita, Kniaź Władimir
- Moskwicz 3/3e od 2022
- Moskwicz 6 od 2023

## Pojazdy wyścigowe
- Moskwicz 404
- Moskwicz G1
- Moskwicz G2
- Moskwicz G3
- Moskwicz G4
- Moskwicz G5